# Armored Core: Master of Arena
Armored Core: Master of Arena (アーマード・コア マスターオブアリーナ?, Āmādo Koa: Masutā obu Arīna) è un videogioco del 1999 del genere sparatutto in terza persona con mecha. Il videogioco è stato sviluppato da FromSoftware per la PlayStation. Master of Arena è il terzo capitolo della serie Armored Core e un sequel diretto di Armored Core: Project Phantasma. È il gioco finale della trilogia originale di Armored Core. Il gioco non è uscito in Europa. Un sequel indiretto, Armored Core 2, è uscito il 3 agosto 2000 per PlayStation 2.
Il gameplay è in gran parte identico ai precedenti due giochi Armored Core, ma pone un focus maggiore sulla funzionalità Arena introdotta in Project Phantasma. I giocatori possono importare i loro personaggi salvati da uno dei precedenti giochi Armored Core per mantenere la loro personalizzazione e ottenere un vantaggio in Master of Arena. Una nuova modalità "Ranker MK" offre ai giocatori il controllo su avversari personalizzati che possono poi combattere nell'Arena.

## Trama
La storia segue un sopravvissuto la cui famiglia è stata persa in una battaglia. Il sopravvissuto si unisce al Raven's Nest per pilotare un'unità Armored Core attraverso la pericolosa Arena nel tentativo di affrontare il pilota di punta, Hustler One, e ucciderlo per il suo ruolo in quella battaglia. Mentre lotta per raggiungere la vetta, il sopravvissuto trova alleati nella forma del suo manager, Lana Nielsen, e dello sponsor, Elan Cubis, entrambi con i propri programmi.

## Modalità di gioco
Master of Arena, come Project Phantasma, mantiene la maggior parte del gameplay di Armored Core con relativamente pochi cambiamenti. La modalità Arena introdotta in Project Phantasma ritorna ed è ora una caratteristica di gioco richiesta nella storia piuttosto che un'aggiunta facoltativa. Le armi e gli oggetti di entrambi i giochi precedenti appaiono insieme all'equipaggiamento esclusivo di Master of Arena.
La funzione di importazione, un componente fondamentale della serie Armored Core, continua in Master of Arena, consentendo ai giocatori di portare il proprio personaggio da Project Phantasma o Armored Core originale con un file di salvataggio dalla propria scheda di memoria. Come Project Phantasma , i giocatori possono scegliere di creare un personaggio nuovo di zecca, ma non potranno accedere ad alcune armi e oggetti dei giochi precedenti.
Master of Arena ha 19 missioni e 10 arene che coprono oltre un centinaio di avversari. La modalità Arena è divisa in due versioni. Nel primo disco del gioco, nella storia sono integrate diverse partite dell'Arena, mentre il secondo disco, intitolato EX Arena, copre la maggior parte del gameplay dell'Arena separato dalla storia principale. Una modalità "Ranker MK" su EX Arena consente ai giocatori di personalizzare gli avversari in partite speciali.
Continuando la tradizione multiplayer dei giochi precedenti, Master of Arena mantiene la modalità multiplayer a schermo diviso della serie e la sua modalità di collegamento firmata utilizzando il cavo PlayStation Link per collegare due console PlayStation insieme per battaglie 1 contro 1. A differenza dei giochi precedenti, che richiedevano due copie separate del rispettivo titolo per il collegamento di sistema, i giocatori possono utilizzare i due dischi inclusi in Master of Arena per ottenere la stessa funzionalità. 